# L'Amant de madame Vidal (pièce de théâtre)
Pour les articles homonymes, voir L'Amant de madame Vidal (film).
 (février 2021).
Si vous disposez d'ouvrages ou d'articles de référence ou si vous connaissez des sites web de qualité traitant du thème abordé ici, merci de compléter l'article en donnant les références utiles à sa vérifiabilité et en les liant à la section « Notes et références ».
L'Amant de madame Vidal est une pièce de théâtre en trois actes de Georges Berr et Louis Verneuil créée le 6 mars 1928 au théâtre de Paris.
Reprise notamment en 1929 au théâtre de la Renaissance, en 1935 aux Variétés, en 1947 aux Bouffes-Parisiens et en 1952 au théâtre Antoine avec Elvire Popesco dans le rôle principal.

## Captation
Enregistrée le 9 février 1974 au théâtre Marigny et diffusée le 13 janvier 1975 sur la première chaîne de l'ORTF dans le cadre de l'émission Au théâtre ce soir.

## Argument
Catherine Vidal est une femme exubérante à l'imagination débordante. Ébranlée par le récit que lui fait son amie Françoise, des infidélités de son ex-mari, elle imagine que son propre mari la trompe aussi. Elle décide alors de se venger en prenant un faux amant en la personne de Philippe, mais la fiction devient bientôt réalité.

## Au théâtre ce soir, 1974

### Fiche technique
- Mise en scène : Michel Roux
- Décors : Roger Harth
- Costumes : Donald Cardwell
- Illustration sonore : Fred Kiriloff
- Réalisation : Georges Folgoas

### Distribution
- Maria Pacôme : Catherine Vidal
- Alain Feydeau : Brézolles
- Michel Roux : Philippe
- Jean-Pierre Delage : Guillaume, le domestique
- Colette Teissèdre : Françoise
- Lucienne Legrand : La baronne
- Robert Le Béal : Le baron
- Jacques Monod : Mr Vidal

## Adaptation cinématographique
La pièce a été  adaptée au cinéma en 1936 par André Berthomieu, avec Elvire Popesco et Victor Boucher.